# Svobodni (Séverskaya)
Svobodni (del ruso: Свободный) es un jútor del raión de Séverskaya, en el krai de Krasnodar de Rusia. Está situado en la orilla derecha del río Ubin, afluente del Afips, de la cuenca del Kubán, 4 km al sur de Séverskaya y 35 km al suroeste de Krasnodar, la capital del krai. Tenía 157 habitantes en 2010.
Pertenece al municipio Séverskoye.